# Fosa (música)
Fosa és un ascens o descens gradual fins al silenci del volum d'una cançó en el seu principi i/o final.
Prové del terme anglès Fade, de forma que podem trobar:
- Fade In. Increment del volum de la cançó des del volum zero.
- Fade Out. Disminució del volum de la cançó fins a volum zero.